# Cancer Bats
«Cancer Bats» — хардкор-панк гурт з Торонто, Канада. Вони випустили чотири студійні альбоми та шість міні-альбомів. Гурт складається з вокаліста Ліама Кормьє, гітариста Скотта Міддлтона, ударника Майка Пітерса і басиста Джея Шварцера. Cancer Bats взяли різні варіації піджанрів хеві-металу і злили їх з хардкор-панком і панк-роком, з елементами sludge-металу та southern року. Гурт себе порівнює з металкор гуртами 1990-х Converge та Hatebreed. Члени Cancer Bats також гастролювали і записувалися як кавер-гурт Black Sabbath під назвою «Bat Sabbath» .

## Історія

### Ранні роки таBirthing the Giant(2004–2006)
Гурт Cancer Bats був заснований в травні 2004 співаком Ліамом Кормьє та гітаристом Скоттом Міддлтоном, колишнім членом хеві-метал гурту з Торонто At the Mercy of Inspiration. Вдвох вони хотіли сформувати проект, який би об'єднав творчість їх улюблених гуртів таких як Refused, Black Flag, Led Zeppelin та інших. Склад гурту збільшився за рахунок приходу Ендрю МакКракена на бас-гітару і Джоеля База на ударні. З чотирма учасниками, не втрачаючи час, складають і записують самостійно пісні для випуску демо, що побачило світ в січні 2005 року.
Як варіант назви гурту були на вибір імена Cancer Bats та Pneumonia Hawk, як об'єднання комбінації слів хвороби та тварини, що мало дати гурту найкраще ім'я. Незабаром після цього Майкл Пітерс замінив Джоеля База на ударних і гурт починає виступати з концертами в Південному Онтаріо з гуртами Billy Talent, Every Time I Die, Nora, Alexisonfire, Haste the Day, It Dies Today, Bane, Comeback Kid, Buried Inside, Attack in Black, Misery Signals, This Is Hell, Rise Against, The Bronx та Gallows.
2 червня 2006 року гурт взяв участь у короткому інтерв'ю та безкоштовно виступив на радіостанції The Edge 102.1 CFNY-FM, після чого 6 червня був випущений альбом Birthing the Giant у великих музичних магазинах. Альбом містить гостьовий вокал Джорджа Петіта з Alexisonfire. 7 червня 2006 року вони були запрошені на All Things Rock, шоу на MTV Canada.

### Зміни в складі таHail Destroyer(2007–2008)
Бас-гітарист Ендрю МакКракен пішов з гурту, щоб сконцентруватися на своїй дизайнерській компанії Doublenaut. Його місце зайняв Джейсон Бейлі (раніше учасник гуртів Figure Four та Shattered Realm, який виступав за гурт більшу частину 2007 року, але який був потім замінений Джеєм Р. Шварцером.

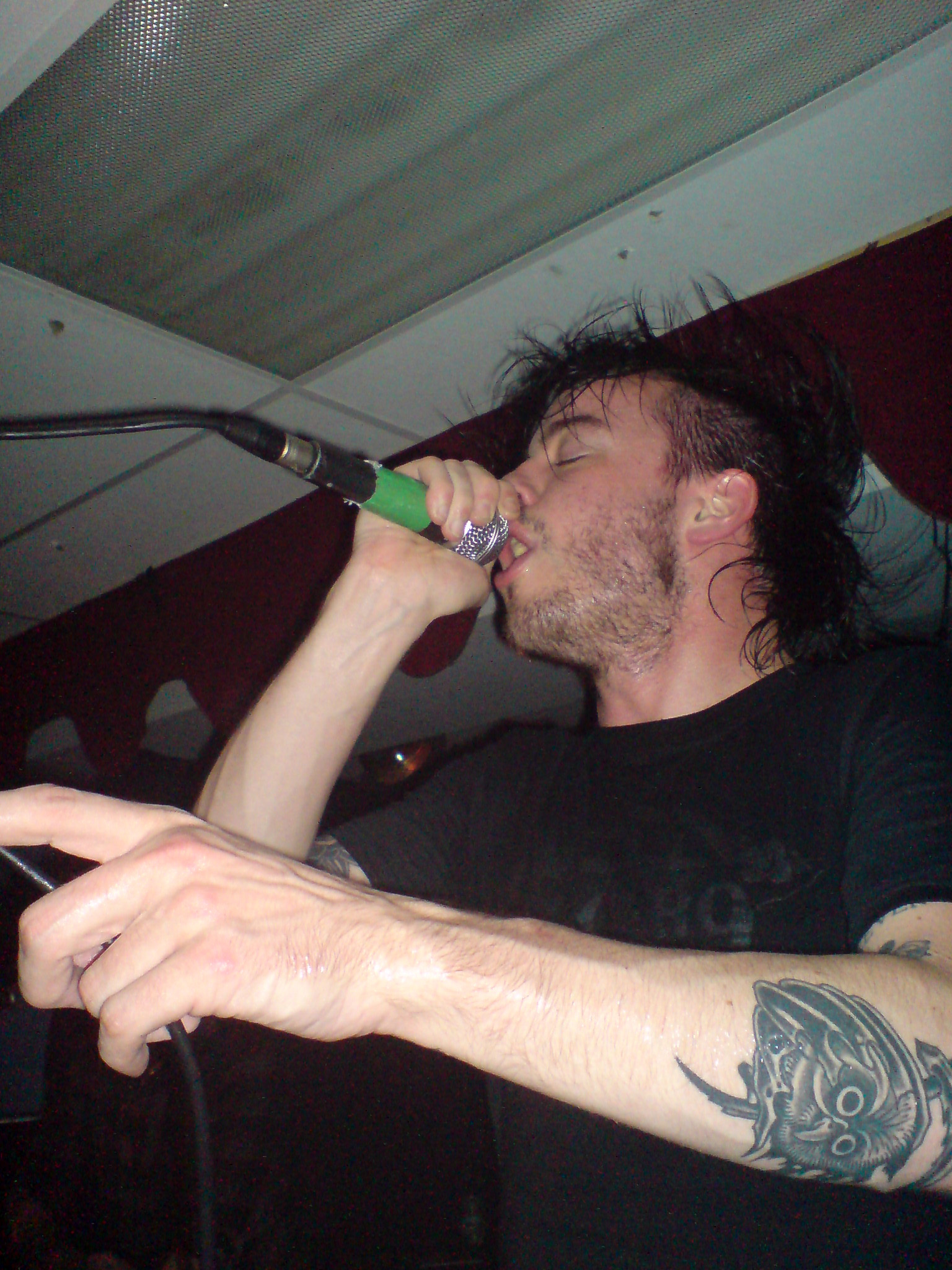
Виступ Ліама Кормьє на концерті Cancer Bats у Барселоні в червні 2008 року.

Гурт випускає в світ свій другий студійний альбом Hail Destroyer 22 квітня 2008 року. Альбом вміщує в себе гостьовий вокал Вейда МакНілла з Alexisonfire та Black Lungs, Тіма Макілрота з Rise Against та Бенжамін Ковалевича з Billy Talent. Презентація відбулася в Mod Club в центрі Торонто з Ліамом Кормьє не тільки на вокалі у Cancer Bats, але і як ударника Black Lungs. 17 травня 2008 року Cancer Bats потрапили на обкладинку журналу Kerrang!, відгук про їх альбом Hail Destroyer отримав оцінку KKKKK (найкращу можливу), а також 5k за концертні виступи в турі Великою Британією. Cancer Bats також були номіновані на премію Альбом 2008 року за версією того самого журналу.
Cancer Bats виступив на Download Festival, Groezrock в 2007 році та двічі на Reading and Leeds Festivals в 2007 та 2008 роках. Влітку та восени 2008 року гурт продовжив активну концертну діяльність туром з Bullet for My Valentine, Black Tide та Bleeding Through Північною Америкою. Також в 2008 році вони були на розігріві у валлійської групи Funeral For A Friend під час їх турне по Великій Британії і північній Європі.

### Bears, Mayors, Scraps & Bones(2009–2011)
В березні 2009 року вони вирушили в тур на щорічний фестиваль Taste of Chaos з Thursday, Four Year Strong, Pierce the Veil та Bring Me the Horizon, ведучи щоденний блог на своєму сайті. Приблизно в цей час Cancer Bats були учасниками відео Bring Me the Horizon «Chelsea Smile», де вони в частині відео «Kitchen Scene» грали карти. Також в березні Ліам Кормьє записує вокал для пісні «Vices» з четвертого альбому канадського гурту Silverstein A Shipwreck in the Sand.
Cancer Bats повертаються у Велику Британію в 2009 році після відміни квітневих концертів з In Flames. Гурт також бере участь в останньому альбомі Gallows «Grey Britain». 1 серпня Cancer Bats беруть участь в головній програмі фестивалю Sonisphere та Hevy Music Festival. Також в 2009 році Cancer Bats з'явились в епізоді документального серіалу City Sonic. В жовтні та листопаді 2009 року гурт виступає на розігріві у Billy Talent у їх турі Європою. Під час туру вони виконали кілька своїх нових пісень з третього альбому, серед яких «Darkness» та «Scared to Death».
В січні та лютому 2010 року гурт виступає з концертами по США з Anti-Flag. Після цього вони приєдналися до туру Канадою до Billy Talent, Alexisonfire та Against Me!, який тривав протягом березні. Cancer Bats випускають свій третій альбом Bears, Mayors, Scraps & Bones 12 квітня. В березні гурт дає інтерв'ю журналу Rock Sound. Був знятий кліп на кавер на пісню Beastie Boys «Sabotage» з їх нового альбому.
Наприкінці 2011 року Cancer Bats виступали як триб'ют гурт Black Sabbath під псевдонімом «Bat Sabbath». Концепт такого проекту виник 10 липня на Sonisphere Festival на вечірці, але це могло тоді зупинити запис їх нового альбому. Після виступу на Sonisphere вони вирішили грудневий канадський тур присвятити даній ідеї.

### Dead Set on Living(2012— наш час)
Гурт анонсує свій четвертий альбом під назвою Dead Set on Living, який був випущений 16 квітня 2012 року. Cancer Bats заявили, що хотіли створити щось більш «оптимістичне», ніж їх попередній альбом Bears, Mayors, Scraps & Bones.
Гурт керувався тим, щоб альбом мав риси «традиційного хардкору» та мав деякі впливи від рок-гуртів широкого спектра, таких як Fleet Foxes. Ліам Кормьє, коли його запитували, заявляв: «У багатьох випадках ми отримуємо натхнення від неметалічних гуртів. Щодо мене, то я полюбляю слухати інші речі, але я не хочу робити традиційний хардкор лірично. Тому я слухаю багато інді-року і я від цього отримую багато суперпсихологічного, подобається мені новий 'Helplessness Blues' від Fleet Foxes».
24 січня Distort Entertainment випускає відео на сингл «Old Blood» онлайн. 7 березня 2012 року Cancer Bats випускає другий кліп на пісню «Road Sick» для реклами нового альбому. Вони також зіграли шість концертів в п'яти місцях у Лондоні для створення пентаграми в підтримку свого четвертого альбому.

## Релізи
Гурт реалізував чотири альбоми. Birthing the Giant був їх першим повноформатним альбомом. Він був реалізований 6 червня 2006 року лейблом Distort Entertainment в Канаді та 5 вересня 2006 року лейблом в США. Були випущені кліпи на пісні «100 Grand Canyon», «French Immersion» та «Pneumonia Hawk». Hail Destroyer був для команди другим повноформатним альбомом. Він був випущений 22 квітня 2008 року лейблом Distort Entertainment в Канаді та 24 червня 2008 року Metal Blade Records в США. Bears, Mayors, Scraps & Bones був випущений 13 квітня 2010 року лейблом Distort Entertainment в Канаді. Назва альбому походить від прізвиська кожного учасника гурту (Майк — Bear; Скотт — Mayor; Ліам — Scraps; Джей — Bones).
Вони також випустили п'ять синглів та EP. «Cancer Bats» було першим EP гурту. Воно було спродюсорувано гітаристом Скоттом Міддлтоном. Це EP було розпродане на концертах до випуску першого альбому Birthing the Giant і пізніше перевипущено на 7" лейблом Tragicomedy Records. This Is Hell / Cancer Bats було лімітованим вініловим 7" EP, поділеним з гуртом This Is Hell. На ньому кожен гурт представив свою нову пісню та представив один кавер на інший гурт. Cancer Bats / Rolo Tomassi був сплітом, випущеним з гуртом Rolo Tomassi в 2009 році. Пісні були записані та випущені на початку 2009 року лімітованим вініловим 7" виданням лейблом Hassle Records кількістю в 300 копій і був поширений тільки на концертах гуртів. Cancer Bats також випустило Tour EP (2009). 2 березня 2010 року Cancer Bats випустило Sabotage EP. Ім'я було взяте з їх каверу на пісню гурту Beastie Boys «Sabotage». Гурт також випустив кліп на цю пісню 16 лютого, презентувавши його на своїй сторінці на MySpace

## Учасники гурту
Теперішні учасники
- Ліам Кормьє — вокал (2004 — наш час)
- Скотт Міддлтон — гітари, бек-вокал (2004 — наш час)
- Майк Пітерс — ударні, перкусія (2005 — наш час)
- Джей Р. Шварцер — бас-гітара, вокал (2007 — наш час)

Колишні учасники
- Джейсон Бейлі — бас-гітара (2006–2007)
- Ендрю МакКракен — бас-гітара (2004–2006)
- Джоел Баз — ударні, перкусія (2004–2005)

## Нагороди
В 2009 році гурт був номінований на Juno Award на нагороду «Новий гурт року» разом з The Stills (які виграли), Beast, Crystal Castles, та Plants and Animals. Cancer Bats також були номіновані в категорії «Рок-альбом року» в 2011 році на Juno Awards.

## Дискографія
Студійні альбоми
- Birthing the Giant (2006)
- Hail Destroyer (2008)
- Bears, Mayors, Scraps & Bones (2010)
- Dead Set on Living (2012)